# Arahura (ferry)
Le DEV (Diesel Electric Vessel) Arahura est un ferry appartenant à la compagnie d'état Interislander en Nouvelle-Zélande. Son nom signifie « Chemin qui mène vers l'aube » en maori. Il est affecté à la traversée du détroit de Cook desservant Wellington et Picton, transportant des passagers, des véhicules routiers et des trains de sa mise en service en 1983 à son retrait en 2015.

## Histoire
En janvier 1981 la compagnie d'état néo-zélandaise SeaRail signe avec le chantier danois Aalborg Vaerft la commande de l’Arahura, qui bénéficie lors de sa conception d'un apport d'expérience des marins de la compagnie. Le cahier des charges requiert une vitesse de 19 nœuds minimum, un sillage réduit pour ne pas endommager les rives du Marlborough Sounds, la possibilité de gîte importante lors du chargement de trains et la tenue à la mer dans la houle du détroit de Cook.
La quille est posée en 1982, le navire est lancé le 18 mars 1983 et mis en service en décembre.
Le 16 février 1986 l’Arahura est un des navires recueillant les passagers du paquebot Mikhail Lermontov lors de son naufrage.
En 2008 le navire passe trois mois dans un chantier naval de Singapour pour augmenter sa capacité de chargement de camions lourds.
Des trois ferrys opérés par Interislander, seul l’Arahura appartient en propre à la compagnie.

## Caractéristiques techniques
L'appareil propulsif est constitué d'un ensemble moteurs diesels-alternateurs-moteurs électriques-hélices à pas variable.
Quatre moteurs Diesel Wärtsilä Vasa 12V32 developpant 3 800 kW entraînent chacun un alternateur General Electric de 3 400 kW. Chaque alternateur alimente un moteur électrique synchrone General Electric de 3 350 kW en 6,6 kV. Ces quatre moteurs entraînent les deux lignes d'arbre à la vitesse fixe de 214 tr/min à raison de deux moteurs par ligne d'arbre.
Les hélices à pas variable ont un diamètre de 3,6 m.
L’Arahura est équipé de deux propulseurs d'étrave Kamewa de 750 kW, ainsi que d'une paire d'ailerons stabilisateurs rétractables.
Quatre diesel alternateurs Wärtsilä 6R22HF de 850 kW (400 V, 1 000 tr/min) assurent l'alimentation électrique générale du navire.
L'équipement de sauvetage comprend quatre canots de sauvetage non pontés sur bossoirs, ainsi qu'un canot de secours et quatre radeaux de sauvetage. Un système d'évacuation par chute (Marine Evacuation System) est installé sur chaque bord.

## Ponts garages

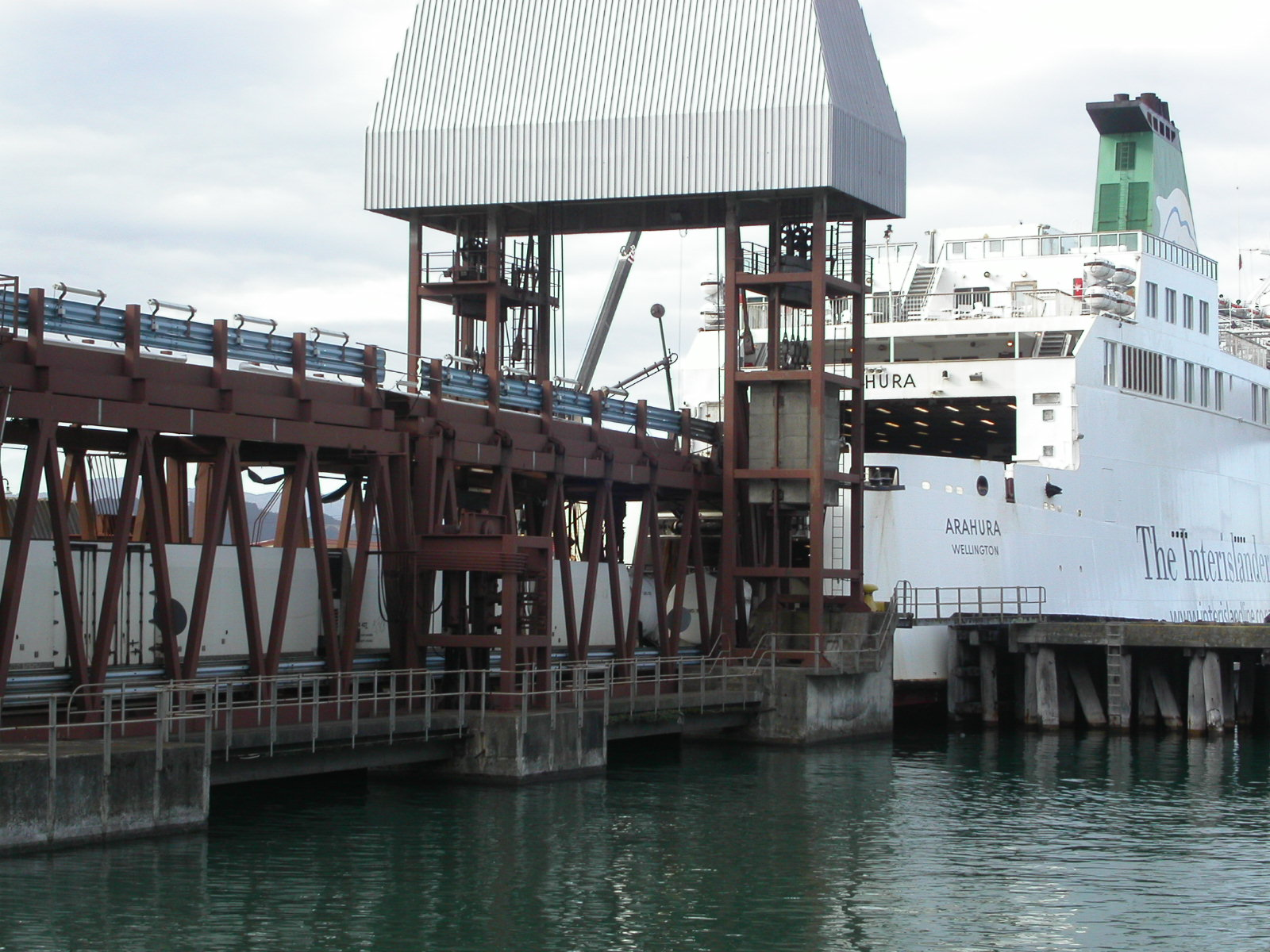
Linkspans du terminal de Wellington

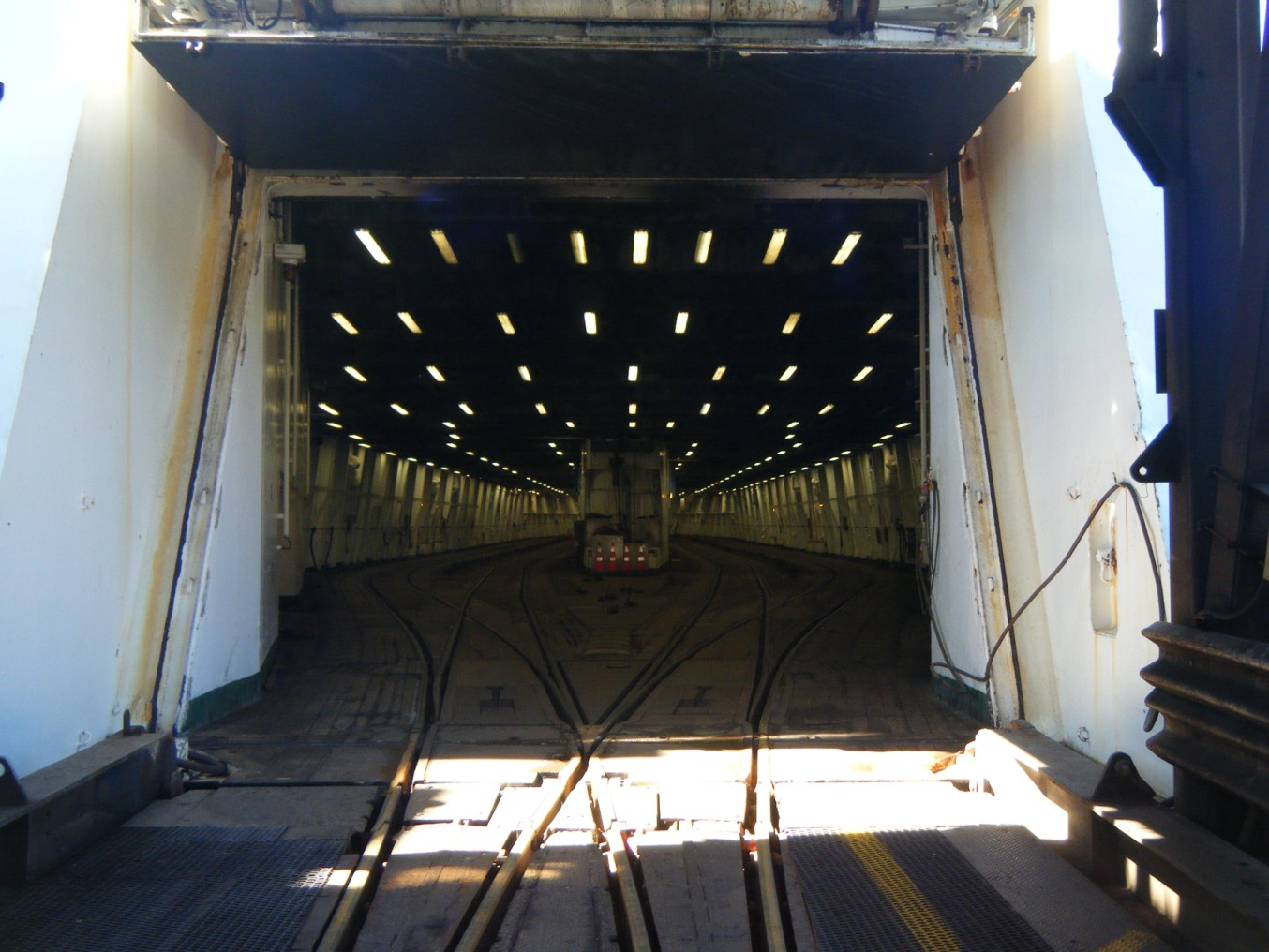
Raildeck vu depuis la linkspan

L’Arahura est équipé de deux ponts garages.
Le pont 5 appelé le vehicule deck est destiné aux véhicules routiers, voitures et camions. Ce pont peut charger près de 500 t.
Le pont 3 appelé le rail deck est aménagé pour les trains. Quatre tronçons de voies totalisant 488 m de chemin de fer permettent de charger près de 1 000 t de wagons. Ce pont peut également recevoir des véhicules routiers d'une hauteur maximum de 4,25 m.
Une porte arrière hydraulique étanche ferme le pont 3. L’Arahura n'a pas de rampes installées à bord car les quais des terminaux de Picton et Wellington sont équipés de structures spécialement conçues pour les ferrys transportant des trains.
À l'accostage le navire cule dans un bassin qui épouse ses formes arrière, et vient positionner la poupe contre une tour supportant 2 rampes superposées appelées linkspans (en). La rampe inférieure est pourvue de rails et vient s'encastrer dans un berceau prévu à cet effet au niveau du rail deck, connectant le réseau ferroviaire terrestre aux tronçons du bord. La rampe supérieure vient se poser sur le vehicule deck. Ainsi les 2 niveaux se chargent ou se déchargent indépendamment.
Une coupée télescopique vient se positionner sur un portelone au pont 7 du côté tribord pour les passagers piétons.

## Espace passagers
Au maximum, l’Arahura peut accueillir 550 passagers sur deux ponts. Le pont 7 est équipé d'un cinéma, d'un petit espace jeux vidéo, d'un magasin de souvenirs, d'un espace jeux pour les enfants et d'une cafétéria. Le pont 8 dispose du café Queen Charlotte avec vue sur mer, et d'un espace pont promenade découvert à bâbord et à tribord. Un ascenseur relie les ponts garage 3 et 5 aux ponts passagers 7 et 8.